# Redmond, Utah
Redmond är en ort i Sevier County i delstaten Utah, USA.